# Tom Rogić
Tomas Petar Rogić (Griffith, 1992. december 16. –) ausztrál válogatott labdarúgó, a West Bromwich Albion játékosa.
Részt vett a 2010-es AFC-futsalbajnokságon és a 2017-es konföderációs kupán.

## Statisztika
| Válogatott | Szezon   | Mérkőzés | Gól |
| ---------- | -------- | -------- | --- |
| Ausztrália | 2012     | 4        | 0   |
| Ausztrália | 2013     | 4        | 0   |
| Ausztrália | 2014     | 1        | 0   |
| Ausztrália | 2015     | 4        | 1   |
| Ausztrália | 2016     | 10       | 3   |
| Ausztrália | 2017     | 10       | 2   |
| Ausztrália | 2018     | 9        | 1   |
| Ausztrália | 2019     | 5        | 1   |
| Ausztrália | 2021     | 4        | 0   |
| Ausztrália | 2022     | 2        | 1   |
| Összesen   | Összesen | 53       | 10  |

## Sikerei, díjai
- Central Coast Mariners
  - Ausztrál bajnok – Rájátszás: 2012–13
  - Ausztrál bajnok – Alapszakasz: 2011–12

- Celtic
  - Skót bajnok: 2012–13, 2015–16, 2016–17, 2017–18, 2018–19, 2019–20, 2021–22
  - Skót kupa: 2012–13, 2016–17,  2017–18, 2018–19, 2019–20
  - Skót ligakupa: 2016–17, 2017–18, 2018–19, 2019–20, 2021–22